# Luzzi
Ne doit pas être confondu avec Luzi.
Luzzi est une commune de la province de Cosenza, dans la région de Calabre, en Italie.  

## Administration
| Période                                  | Période  | Identité         | Étiquette | Qualité |
| ---------------------------------------- | -------- | ---------------- | --------- | ------- |
| 29 mai 2007                              | En cours | Manfredo Tedesco |           |         |
| Les données manquantes sont à compléter. |          |                  |           |         |

### Hameaux
Cavoni, Timparello, Serra Civita, Petrine

### Communes limitrophes
Acri, Bisignano, Lattarico, Montalto Uffugo, Rose (Italie)